# 薮内健人
薮内 健人（やぶうち けんと、1995年1月21日 - ）は、大阪府堺市出身の元サッカー選手。ポジションは、フォワード（FW）。

## 来歴
RIP ACE SCを経て、ガンバ大阪ユースに入団。2010年、ウズベキスタン遠征のU-16日本代表メンバーに初選出された。2012年にもU-17日本代表に招集され、サニックス杯国際ユースサッカー大会に出場した。同年3月、G大阪ユースで同期の出岡大輝らと共にトップチームに2種登録された。
進学した大阪産業大学では、1年生から関西学生リーグに出場し、同年に新人賞を受賞。チームの中心選手として活躍した。
2017年より、FC岐阜へ加入。
2019年、いわてグルージャ盛岡に期限付き移籍。
2019年12月、移籍期間満了により盛岡を退団。所属元の岐阜からも契約満了による退団が発表された。
2020年3月、ヴェルスパ大分に移籍。
2023年11月28日、ヴェルスパ大分の退団を発表。
2024年1月15日に現役引退を発表。

## 所属クラブ
- 宮山台FC
- RIP ACE SOCCER CLUB Jr
- RIP ACE SOCCER CLUB Jrユース
- ガンバ大阪ユース
  - 2012年3月 - 同年12月  ガンバ大阪（2種登録選手）
- 大阪産業大学
- 2017年 - 2019年  FC岐阜
  - 2019年  いわてグルージャ盛岡（期限付き移籍）
- 2020年3月 - 2023年  ヴェルスパ大分

## 個人成績
| 国内大会個人成績 | 国内大会個人成績 | 国内大会個人成績 | 国内大会個人成績 | 国内大会個人成績 | 国内大会個人成績 | 国内大会個人成績 | 国内大会個人成績 | 国内大会個人成績 | 国内大会個人成績 | 国内大会個人成績 | 国内大会個人成績 |
| 年度             | クラブ           | 背番号           | リーグ           | リーグ戦         | リーグ戦         | リーグ杯         | リーグ杯         | オープン杯       | オープン杯       | 期間通算         | 期間通算         |
| 年度             | クラブ           | 背番号           | リーグ           | 出場             | 得点             | 出場             | 得点             | 出場             | 得点             | 出場             | 得点             |
| 日本             | 日本             | 日本             | 日本             | リーグ戦         | リーグ戦         | リーグ杯         | リーグ杯         | 天皇杯           | 天皇杯           | 期間通算         | 期間通算         |
| ---------------- | ---------------- | ---------------- | ---------------- | ---------------- | ---------------- | ---------------- | ---------------- | ---------------- | ---------------- | ---------------- | ---------------- |
| 2017             | 岐阜             | 19               | J2               | 5                | 0                | -                | -                | 0                | 0                | 5                | 0                |
| 2018             | 岐阜             | 19               | J2               | 10               | 2                | -                | -                | 1                | 0                | 11               | 2                |
| 2019             | 岩手             | 11               | J3               | 23               | 1                | -                | -                | 2                | 0                | 25               | 1                |
| 2020             | V大分            | 9                | JFL              | 15               | 5                | -                | -                | 3                | 1                | 18               | 6                |
| 2021             | V大分            | 10               | JFL              | 29               | 4                | -                | -                | 4                | 0                | 33               | 4                |
| 2022             | V大分            | 10               | JFL              | 25               | 1                | -                | -                | 2                | 2                | 27               | 3                |
| 2023             | V大分            | 10               | JFL              | 25               | 1                | -                | -                | 2                | 0                | 27               | 1                |
| 通算             | 日本             | 日本             | J2               | 15               | 2                | -                | -                | 1                | 0                | 16               | 2                |
| 通算             | 日本             | 日本             | J3               | 23               | 1                | -                | -                | 2                | 0                | 25               | 1                |
| 通算             | 日本             | 日本             | JFL              | 94               | 11               | -                | -                | 11               | 3                | 105              | 14               |
| 総通算           | 総通算           | 総通算           | 総通算           | 132              | 14               | -                | -                | 14               | 3                | 146              | 17               |

- 2012年 2種登録選手としての公式戦出場は無し

- Jリーグ初出場 2017年10月1日 J2第35節 vs名古屋グランパス（岐阜メモリアルセンター長良川競技場）
- Jリーグ初得点 2018年6月2日 J2第17節 vs水戸ホーリーホック（同上）

## タイトル

### クラブ
いわてグルージャ盛岡
- 岩手県サッカー選手権大会：1回（2019年）

ヴェルスパ大分
- 日本フットボールリーグ（2020年）
- 大分県サッカー選手権大会：2回（2020年、2021年）

## 代表歴
- U-16日本代表
- U-17日本代表